# Carlos Grossmüller
Carlos Javier Grossmüller (* 4. Mai 1983 in Montevideo) ist ein uruguayischer ehemaliger Fußballspieler.

## Karriere

### Verein
Grossmüller, der zunächst die Escuela N°187 und später das Liceo besuchte, begann im Alter von fünf Jahren mit dem Fußballspielen beim Club El Ombú im montevideanischen Barrio Bella Italia. Für diesen lief er von 1988 bis 1996 auf. Der zentrale Mittelfeldspieler, der auch auf den Halbpositionen als Achter einsetzbar ist, wechselte als 13-Jähriger zum Profi-Club Danubio FC in dessen Septima. Dem Verein, bei dem er 2002 in der Reserve (Inferiores) debütierte, gehörte er von 1996 bis 2003 an. Währenddessen zog er innerhalb Montevideos nach Unión. Trainer Jorge Fossati holte ihn in die Erste Mannschaft. Im Kalenderjahr 2004 wurde er an Centro Atlético Fénix ausgeliehen, kehrte jedoch schon 2005 zum Danubio FC nach Montevideo zurück. Mit seinem Club wurde er 2007 uruguayischer Meister. In der Meisterschaftssaison erzielte er zwölf Tore in 30 Spielen.
Durch gute Leistungen zog der technisch versierte, 184 cm große, Maravilla genannte Spieler das Interesse ausländischer Vereine auf sich. So wurde er auch von Verantwortlichen des FC Schalke 04 beobachtet und wusste zu gefallen. Kurz nach Beginn der Bundesliga-Saison 2007/08 verpflichtete der Revier-Club den Mittelfeldspieler für vier Jahre bis 2011. Sein erstes Saisonspiel für Schalke bestritt er am 18. August 2007 gegen Borussia Dortmund; sein erstes Tor erzielte er per Freistoß im Heimspiel gegen Werder Bremen. Am 8. Dezember 2007 erhielt Grossmüller im Spiel bei Eintracht Frankfurt die Rote Karte, obwohl er gar nicht auf dem Feld stand. Er hatte sich kurz vor Ende des Spiels an einer Rangelei beteiligt und wurde daraufhin, als erster Ersatzspieler in der Geschichte der Bundesliga, wegen einer Tätlichkeit vom Platz gestellt.
Nachdem er einer Trainingseinheit ferngeblieben war, wurde er im Oktober 2008 vom Training mit dem Lizenzkader ausgeschlossen. Der neue Trainer Felix Magath hob die Suspendierung zu Beginn der Saison 2009/10 wieder auf. Bis zum Ende dieser Saison war der Mittelfeldspieler an seinen Heimatclub nach Uruguay ausgeliehen. Am 29. Juli 2010 wurde sein bis 2011 laufender Vertrag beim FC Schalke 04 aufgelöst. Einen Tag später, am 30. Juli 2010, gab US Lecce bekannt, Grossmüller unter Vertrag zu nehmen. Nach dem Abstieg von US Lecce aus der Serie A im Sommer 2012 wurde der Vertrag einvernehmlich wieder aufgelöst. 
Grossmüller kehrte in sein Heimatland zurück und schloss sich Peñarol Montevideo an. Dort absolvierte er 15 Spiele (kein Tor) in der Primera División, zwei Partien der Copa Libertadores und wurde in der Spielzeit 2012/13 abermals Uruguayischer Meister. 2013 wechselte er innerhalb der Primera División zum Club Atlético Cerro. In der Saison 2013/14 bestritt er 20 Erstligaspiele und schoss vier Tore. In der Apertura 2014 kam er neunmal zum Einsatz (kein Tor). Anfang Januar 2015 wechselte er nach Peru zu Universitario de Deportes. Er unterschrieb einen Vertrag für eine Spielzeit. Bei den Peruanern lief er in acht Erstligaspielen (ein Tor) und neun Begegnungen (zwei Tore) der Copa Inca auf.
Im Juli 2015 trat er ein erneutes Engagement beim Danubio FC an. In der Spielzeit 2015/16 kam er in 23 Erstligaspielen zum Einsatz und schoss nach offiziellen Verbandsangaben sechs Tore. Andere Quellen weisen für ihn lediglich fünf Treffer aus. Zudem absolvierte er eine Begegnung (kein Tor) in der Copa Sudamericana 2015. In der Saison 2016 trainierte er lediglich mit der Mannschaft der „Cuarta División“, nachdem ihn Trainer Leonardo Ramos aussortiert hatte. Unter dessen Nachfolger Pablo Rodríguez gehört er seit Januar 2017 wieder dem Kader der Ersten Mannschaft an. In der Saison 2017 lief er bislang (Stand: 22. Juli 2017) in 13 weiteren Erstligaspielen (kein Tor) und einer Partie (kein Tor) der Copa Sudamericana 2017 auf. Im Juli 2017 wurde sodann sein Wechsel auf Basis einer fünf Monate währenden Ausleihe zum norwegischen Verein Sandefjord Fotball vermeldet.

### Nationalmannschaft
Carlos Grossmüller spielte bereits unter den Trainern Gustavo Ferrín und Jorge Da Silva in der U-20 Uruguays. Er gehörte dem uruguayischen Kader bei der U-20-Südamerikameisterschaft 2003 im heimischen Uruguay an und kam zu mindestens zwei Turniereinsätzen. Er wurde 2004 dreimal in der Olympiamannschaft eingesetzt, die sich allerdings nicht für Athen qualifizierte.
Er war auch A-Nationalspieler Uruguays. Sein erstes Spiel für die Charrúas bestritt er, gleich als Kapitän, am 15. Oktober 2003 in Chicago gegen Mexiko. Er etablierte sich jedoch nicht als Stammspieler, sondern kam erst am 18. Oktober 2006 zu seinem zweiten Einsatz. Insgesamt stehen vier Einsätze in der Nationalmannschaft zu Buche; zuletzt wurde er am 12. September 2007 bei einem Freundschaftsspiel in Südafrika eingesetzt.

### Erfolge
- 2× Uruguayischer Meister: 2006/07, 2012/13

## Name und Privates
Früher trug der Spieler den Nachnamen Grosnile, eine Verballhornung des ursprünglich deutschen Namens Großmüller. 2004 ließ er den Familiennamen in Anlehnung an seinen deutschen Großvater in Grossmüller ändern. Jener Helmut Großmüller gehörte zur Besatzung des 1939 vor Montevideo versenkten Panzerschiffes Admiral Graf Spee. Weitere Namensvarianten des Fußballers in den Medien sind Grosmüller, Grossmuller und vereinzelt sogar Grösmuller. In deutschsprachigen Publikationen wird er auch Großmüller geschrieben. 
Grossmüller hat eine 2003 geborene Tochter.